# A Closed Book
A Closed Book (Brasil: Intenções Ocultas ) é um filme britânico, do gênero suspense, baseado no romance homônimo de Gilbert Adair, sobre um autor cego que emprega um assistente para ajudá-lo a escrever seus romances. Lançado em 2010, foi dirigido por Raúl Ruiz e protagonizado por Daryl Hannah como assistente Jane Ryder e Tom Conti como autor Sir Paul. A Closed Book foi filmado na Knebworth House, no Reino Unido.

## Elenco
- Tom Conti - Sir Paul
- Daryl Hannah - Jane Ryder
- Miriam Margolyes - Sra. Kilbride
- Simon MacCorkindale - Andrew Boles
- Elaine Paige - Canvasser
- Ty Glaser - sucessor de Jane